# Colposcelis
Colposcelis là một chi bọ cánh cứng trong họ Chrysomelidae.
Chi này được Dejean miêu tả khoa học năm 1837.

## Các loài
Các loài trong chi này gồm:
- Colposcelis bengalensis (Moseyko & Medvedev, 2005)
- Colposcelis maculata (Moseyko & Medvedev, 2005)
- Colposcelis pici (Moseyko & Medvedev, 2005)
- Colposcelis sexmaculata (Kimoto & Gressitt, 1982)
- Colposcelis ussuriensis (Moseyko & Medvedev, 2005)
- Colposcelis vietnamica (Moseyko & Medvedev, 2005)